# Park Do-yeong
Park Do-yeong (kor. 박도영; * 30. Januar 1993 in Seoul) ist eine südkoreanische Eisschnellläuferin, die vorwiegend über 3000 Meter und im Teamlauf startet.
Ihre ersten Rennen bestritt Park bereits im Alter von elf Jahren. Im Januar 2006 erreichte sie zwölfjährig den fünften Rang bei den südkoreanischen Junioren-Mehrkampfmeisterschaften. Nachdem sie bei diversen nationalen Wettkämpfen gesiegt hatte, nahm die Südkoreanerin im Februar 2008 an ihrem ersten internationalen Großereignis teil, der Junioren-Mehrkampf-WM. Beim Sieg der vier Jahre älteren Marrit Leenstra belegte Park einen guten sechsten Rang, mit dem sie beste Sportlerin ihres Landes wurde. In der Saison 2008/09 debütierte sie im Eisschnelllauf-Weltcup, wo sie im Teamlauf mit ihren Mannschaftskameradinnen Lee Ju-yeon und No Seon-yeong auf Anhieb die vierte Position belegte. Mit einem 18. Rang über 3000 Meter erreichte sie zudem ihre ersten Weltcuppunkte. Nach November 2008 zog sich Park vorübergehend aus dem Weltcup zurück, um sich auf die Meisterschaften zu konzentrieren, die Anfang 2009 anstanden. Bei den Junioren-Weltmeisterschaften im polnischen Zakopane gewann sie anschließend zwei Medaillen: die Silbermedaille über 3000 Meter und die Bronzemedaille im Teamlauf.
Im Winter 2009/10 erlebte Park einen weiteren Karrierehöhepunkt, als sie – trotz zuvor mittelmäßiger Weltcupergebnisse – für die Olympischen Winterspiele 2010 nominiert wurde. Mit 17 Jahren war sie dort die jüngste der 16 südkoreanischen Eisschnellläufer. Beide Starts verliefen eher enttäuschend: Das südkoreanische Team schied in der ersten Runde aus und belegt den achten und damit letzten Rang, über 3000 Meter wurde Park 27. von 28 Teilnehmern. Dennoch etablierte sie sich in dieser Saison im südkoreanischen Nationalteam und erhielt auch zu Saisonbeginn 2010/11 regelmäßige Einsätze im Weltcup.